# Physalaemus cicada
Physalaemus cicada är en groddjursart som beskrevs av Werner C.A. Bokermann 1966. Physalaemus cicada ingår i släktet Physalaemus och familjen Leiuperidae. IUCN kategoriserar arten globalt som livskraftig. Inga underarter finns listade i Catalogue of Life.